# Carl zur gekrönten Säule

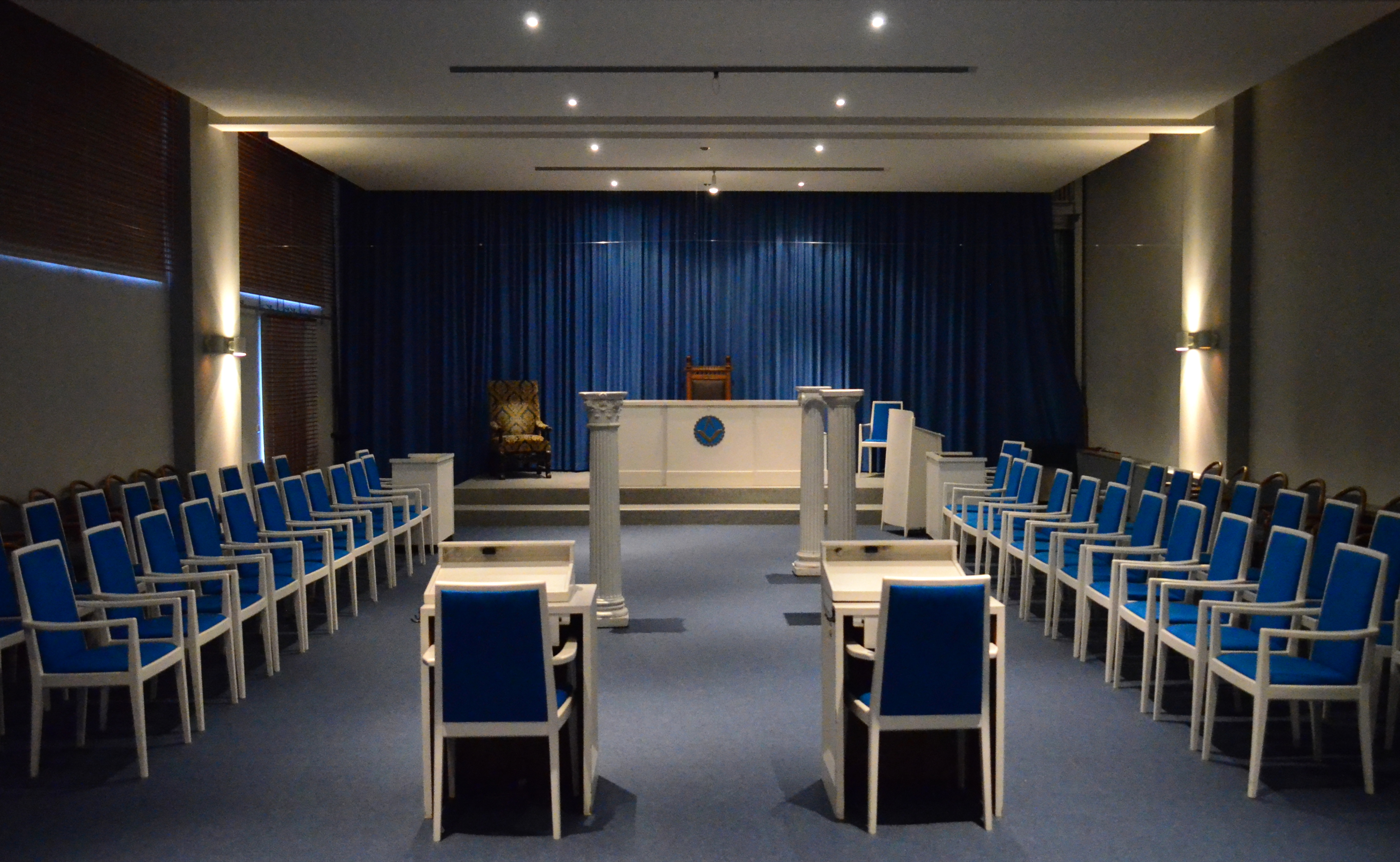
Tempel der Loge Carl zur gekrönten Säule

Carl zur gekrönten Säule (CzgS) ist eine Freimaurerloge in Braunschweig. Sie wurde am 12. Februar 1744 als Loge Jonathan gegründet und 1802 in Carl zur gekrönten Säule umbenannt.
Carl zur gekrönten Säule ist eine der ältesten bestehenden Logen in Deutschland und die älteste in Niedersachsen. Sie gehört der Großloge der Alten Freien und Angenommenen Maurer von Deutschland (A.F.u.A.M.v.D.) an und hat die Matrikelnummer 15. Das „Haus der Bruderschaft“ befindet sich am Löwenwall 9 und beherbergt ebenfalls die zwei Logen Zum Neuen Tempel und Friedrich zur Beständigkeit.

## Geschichte
Seit 1743 hatten in Braunschweig bereits drei Logen bestanden. Die Loge Jonathan, Vorläuferin von Carl zur gekrönten Säule, wurde am 12. Februar 1744 in der Regierungszeit Welfen-Herzog Karls I. von Braunschweig-Wolfenbüttel gegründet. Erst sieben Jahre zuvor war die erste Freimaurerloge auf deutschem Boden in Hamburg gegründet worden. In Anerkennung des Förderers der Freimaurerei, Herzog Karl I. von Braunschweig-Wolfenbüttel, erfolgte 1802 die Umbenennung Jonathans in Carl zur gekrönten Säule.
Drei Fürsten des Braunschweiger Hofes waren führende Logenmitglieder: Prinz Albrecht Heinrich von Braunschweig-Wolfenbüttel, Herzog Ferdinand von Braunschweig-Wolfenbüttel und Herzog Leopold von Braunschweig-Wolfenbüttel. Ferdinand war Großmeister sämtlicher norddeutscher Logen.
Bei seinem Besuch in Braunschweig besuchte Carl Alexander von Sachsen-Weimar-Eisenach, Großherzog von Sachsen-Weimar-Eisenach am 27. August 1784 zusammen mit Johann Wolfgang von Goethe, Mitglied der in Weimar beheimateten Loge Anna Amalia zu den drei Rosen, die Loge Jonathan.

### 1933 bis 1945
Am 2. Juli 1935 trafen sich die in Braunschweig ansässigen Logen Carl zur gekrönten Säule und Friedrich zur Einheit – bereits unter Aufsicht eines Vertreters der politischen Polizei – ein letztes Mal im Logenhaus Leopoldstraße 29. Die Logen Zum Neuen Tempel und Dankward zum rauhen Stein schlossen ihr Logenhaus am Fallersleber-Tor-Wall 8 am 20. Juli des Jahres. Nach der Schließung der Logenhäuser wurden die Logen vom NS-Regime enteignet. SA-Angehörige drangen in die Häuser ein, wobei sie das Inventar stahlen oder zerstörten. Am 17. August 1935 ordnete NSDAP-Innenminister Wilhelm Frick das Verbot der Freimaurerei in Deutschland an und ließ das Eigentum der Logen beschlagnahmen.
1990, nach der Wiedervereinigung Deutschlands, wurde ein großer Teil der gestohlenen Logen-Dokumente in der ehemaligen Deutschen Demokratischen Republik wiedergefunden. Die Unterlagen waren 1935 von der Geheimen Staatspolizei beschlagnahmt und an einem unbekannten Ort eingelagert worden. Durch die Kriegswirren kamen die Dokumente nach Moskau, von wo aus sie 1965 an die Regierung der DDR übergeben wurden. Dort lagerten sie zuletzt im Deutschen Zentralarchiv in Merseburg. Im Frühjahr 1993 wurde sämtliche Unterlagen an das Geheime Staatsarchiv Preußischer Kulturbesitz in Berlin-Dahlem übergeben, wo sie verbleiben sollen.

### Neubeginn nach Kriegsende
Unmittelbar nach Übergabe der Stadt Braunschweig am 12. April 1945 unterstand Braunschweig zunächst der amerikanischen Militärverwaltung. Wenige Wochen darauf gehörten Stadt und Land Braunschweig zur britischen Besatzungszone. Da ein allgemeines Versammlungsverbot galt, konnten die verbliebenen Angehörigen der verschiedenen Braunschweiger Logen nicht zusammentreten. Dies war erst nach einer Lockerung der Vorschriften möglich. Noch 1945 schlossen sich die vier Logen der Stadt zur Vereinigten Braunschweiger Freimaurerloge Carl zur gekrönten Säule zusammen und erhielten von der britischen Militärverwaltung am 15. Oktober 1945 die Erlaubnis wieder zusammentreten zu dürfen – allerdings war jegliche Ritual- und Tempelarbeit bis 1947 untersagt. Da das alte Logenhaus in der Leopoldstraße 29 zerstört und das Logenhaus Löwenwall 9 stark beschädigt war, wich die Loge in Räumlichkeiten des Corps Teutonia-Hercynia aus. Erst am 14. Juni 1953 konnte das wieder in Stand gesetzte Haus am Löwenwall bezogen werden. In der Folge löste sich der den Nachkriegsumständen geschuldete Zusammenschluss der Logen nach und nach wieder auf, sodass heute jede ihren eigenen Weg verfolgt.

### Stiftungen
Im Laufe der Jahrhunderte gingen aus der Arbeit der Loge bzw. auf Initiative ihrer Mitglieder eine Vielzahl verschiedener mildtätiger Stiftungen hervor, von denen einige noch heute bestehen.
1806 richtete die Loge ein „Witwen- und Waiseninstitut“ ein, das die Witwen und minderjährigen Kinder verstorbener Logenmitglieder beherbergte. 1824 gründete das Logenmitglied David Mansfeld zusammen mit anderen Braunschweiger Bürgern eine Speiseanstalt für bedürftige Rekonvaleszenten und Wöchnerinnen. 1828 beteiligte er sich an der Gründung des örtlichen Taubstummeninstituts, 1833 schließlich gründete Mansfeld zusammen mit Amalie Löbbecke die „Pflegeanstalt für dürftige Kinder“, aus der die noch heute bestehende Mansfeld-Löbbecke-Stiftung von 1833 hervorging.
1836 entstand eine Handwerker-Zeichenschule, aus der über mehrere Zwischenstufen schließlich die Keimzelle der heutigen Hochschule für Bildende Künste Braunschweig wurde. 1881 wurde eine Stipendiatenstiftung für bedürftige Studenten eingerichtet, die dann in eine Unterstützung einer Knabenbewahranstalt umgewandelt wurde, die ab 1885 „Herzog-Leopold-Stiftung“ hieß. 1851 entstand die „Schwesternhilfe“, deren Ziel die finanzielle Unterstützung verwaister Töchter von Logenmitgliedern war. 1894, zum 150. Gründungsjubiläum der Loge, wurde die „Jubiläumsstiftung“ ins Leben gerufen, die bedürftige Freimaurer-Witwen unterstützte. Das Vermögen der diversen Logen-initiierten Stiftungen stieg beständig, wurde aber durch die Weltwirtschaftskrise, Ende der 1920er Jahre, vollständig vernichtet.
Am 21. November 1993 gründeten einige Mitglieder und Freunde der Loge Carl zur gekrönten Säule die „Stiftung Einsatzopfer“. Ziel der Stiftung ist es, Angehörigen von Polizei und Feuerwehr, die im Rahmen ihres dienstlichen Einsatzes einen körperlichen oder seelischen Schaden erlitten haben und dadurch bedürftig geworden sind, Unterstützung zu gewähren.

### Logenhäuser

#### Leopoldstraße 29

1907: Das Logenhaus Leopoldstraße 29 und die zwei Denkmäler im Garten, für Leopold von Braunschweig-Wolfenbüttel links und Ernst Sigismund von Lestwitz rechts.

In welchem Gebäude die Loge Jonathan 1744 gegründet wurde, ist unbekannt. Vermutet wird jedoch, dass es in der Wilhelmstraße 96 war. Die Loge zog in den folgenden Jahrzehnten mehrfach um. Ca. 1772 ließ der Kabinettssekretär Friedrich Karl von Liebeherr, einer der führenden Freimaurer der Stadt, für sich Auf dem Bruche (Assekuranznummer 342) ein großes Haus errichten. Der Bauherr verstarb aber noch vor Fertigstellung des Gebäudes. Seine Witwe verkaufte es anschließend an die Schottenloge Zu den neun Sternen. 1845 wurde die Straße Auf dem Bruche zu Ehren des Welfen-Herzogs Leopold von Braunschweig-Wolfenbüttel in Leopoldstraße umbenannt. Die neue Hausnummer war nun 29. Im selben Gebäude residierte später auch der 1818 gegründete kaufmännische Verein Union.
Zunächst wurden lediglich die Räumlichkeiten im Obergeschoss des Hauses durch die Loge genutzt, aber im Laufe der Zeit wurde mehr Platz für die Logentätigkeiten benötigt, sodass 1874 ein größerer Erweiterungsbau hinzukam. Dieser Gebäudekomplex wurde bis 1935 genutzt, als die Freimaurerlogen von den Nationalsozialisten zwangsweise aufgelöst wurden.
Durch alliierte Bombenangriffe im Zweiten Weltkrieg wurde das Logenhaus Leopoldstraße 29 zerstört. Es existiert heute nicht mehr.
Logenwappen

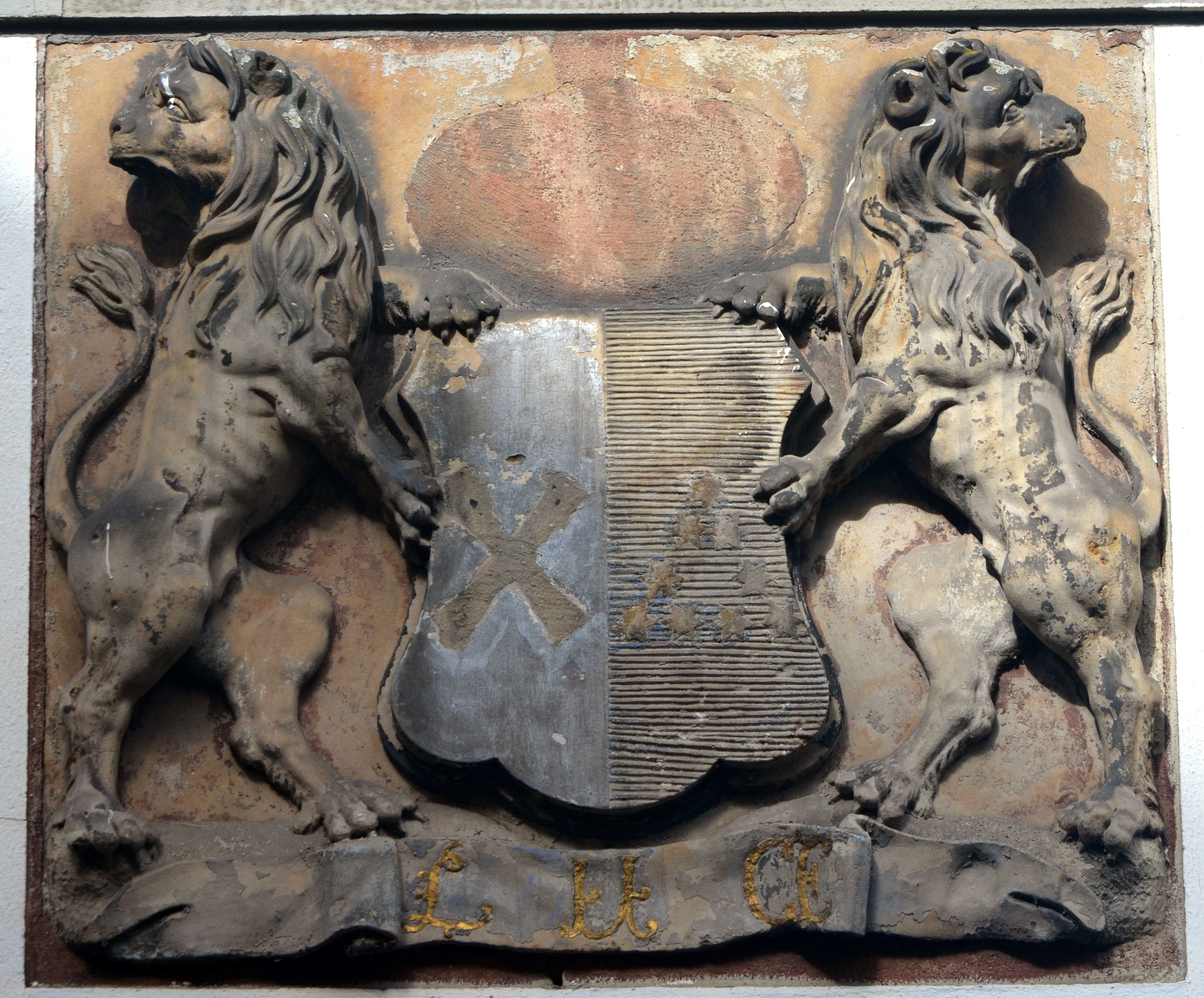
2019: Logenwappen am ehemaligen Logenhauses Leopoldstraße 29

Am heutigen Haus Leopoldstraße 29 ist als einziges Relikt aus alter Zeit über dem Haupteingang ein beschädigtes und stark vernachlässigtes Wappen zu sehen, das 1774 vom Herzog verliehen wurde. Die ursprünglich farbige Fassung ist nicht mehr vorhanden. Zwei herzogliche Löwen rechts und links, jeweils seitwärts nach außen blickend, halten, aufrecht auf den Hinterläufen auf einem Spruchband stehend, den Wappenschild. Dieser ist zweigeteilt: Links ist ein großes (Andreas-)Kreuz, ehemals rot auf silbernem Feld der Andreasloge, der Strikten Observanz, zu erkennen, rechts ein Dreieck aus neun ehemals goldenen Sternen (nach der Schottenloge „Zu den neun Sternen“). Über dem Schild ist durch eine deutliche Farbveränderung eine Fehlstelle sichtbar, dort befand sich früher die Herzogskrone. Auf dem Spruchband sind die drei Buchstaben L V C in Gold zu sehen, sie stehen für den Logen-Wahlspruch „Labor viris convenit“ (Arbeit ziemt dem Mann).

#### Löwenwall 9

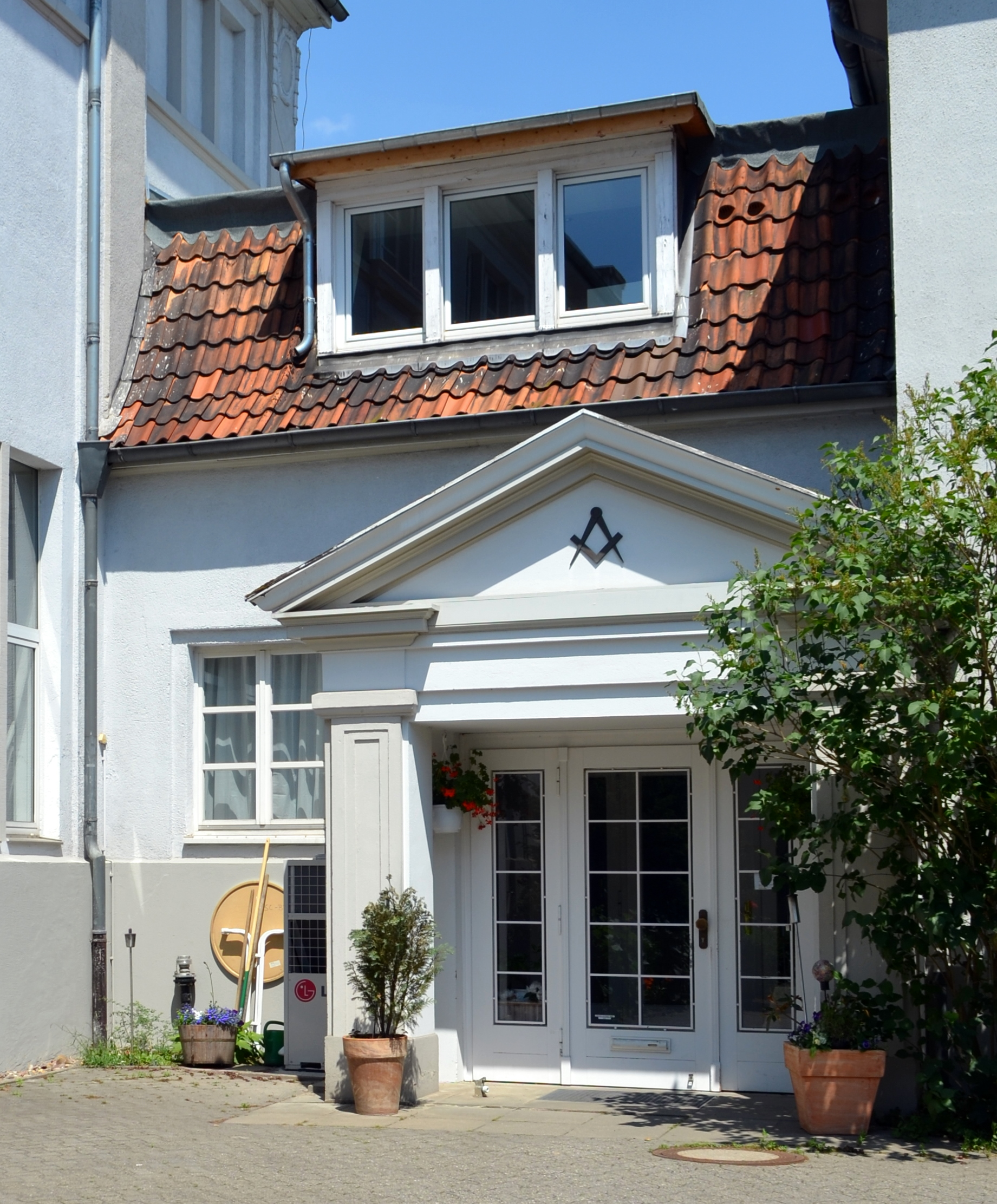
Eingang Löwenwall 9. Im Türgiebel: Zirkel und Winkelmaß.

Die Villa Löwenwall 9 wurde ursprünglich während der Gründerzeit am Ende des 19. Jahrhunderts erbaut, wie auch die meisten anderen Villen auf dem Löwenwall. Das Haus beherbergte vor dem Ersten Weltkrieg bereits die Loge Friedrich zur Einheit. Im Zuge der sogenannten Machtergreifung der Nationalsozialisten wurden deutschlandweit alle Logen verboten, ihr Vermögen eingezogen und ihr Besitz enteignet. Wie auch bei anderen Villen auf dem Löwenwall geschehen – so z. B. bei Löwenwall 3, dem Wohnsitz des Braunschweigischen NSDAP-Ministerpräsident Dietrich Klagges – so nahm das Regime die Gebäude in Besitz und nutzte sie für seine Zwecke. Die Villa Löwenwall 9 wurde zum „Haus der Jugend“ umfunktioniert und beherbergte vom 9. Dezember 1934 bis Kriegsende (für Braunschweig der 12. April 1945) die Verwaltung der Hitlerjugend, des Deutschen Jungvolks und des Bundes Deutscher Mädel.
Während des Krieges wurde das Gebäude bei einem Bombenangriff schwer beschädigt. Nach Kriegsende und Wiederaufbau des zerstörten Gebäudeteils dauerte es noch bis 1953, bis die drei Logen Friedrich zur Einheit, Carl zu gekrönten Säule und Zum Neuen Tempel wieder das Logenhaus beziehen konnten.

### Denkmale
Im Garten des Logenhauses Leopoldstraße 29 befanden sich zwei große Denkmale, die beide vom Herzog Ferdinand von Braunschweig-Wolfenbüttel gestiftet wurden.

#### Für Leopold von Braunschweig-Wolfenbüttel
Das eine soll an Leopold von Braunschweig-Wolfenbüttel, den Neffen Ferdinands, erinnern, der am 27. April 1785, der Legende nach bei der Rettung Ertrinkender in der Oder bei Frankfurt an der Oder, selbst ertrunken ist. Er galt daraufhin nicht nur Freimaurern als Inbegriff und Sinnbild aufopfernder Nächstenliebe.

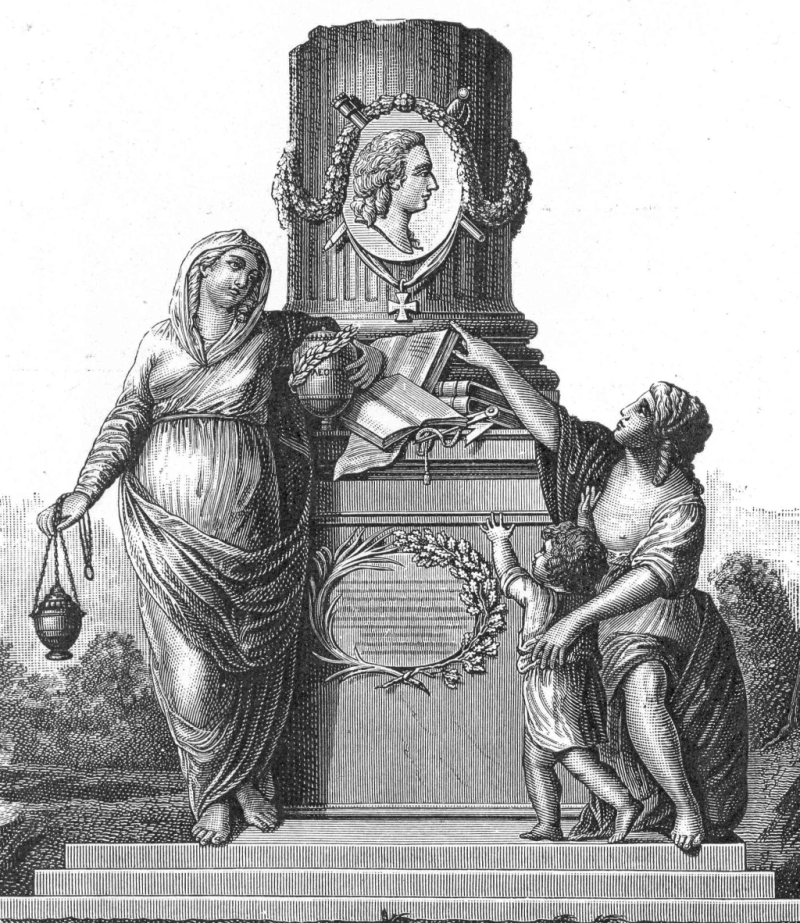
Zeitgenössischer Stich des Denkmals

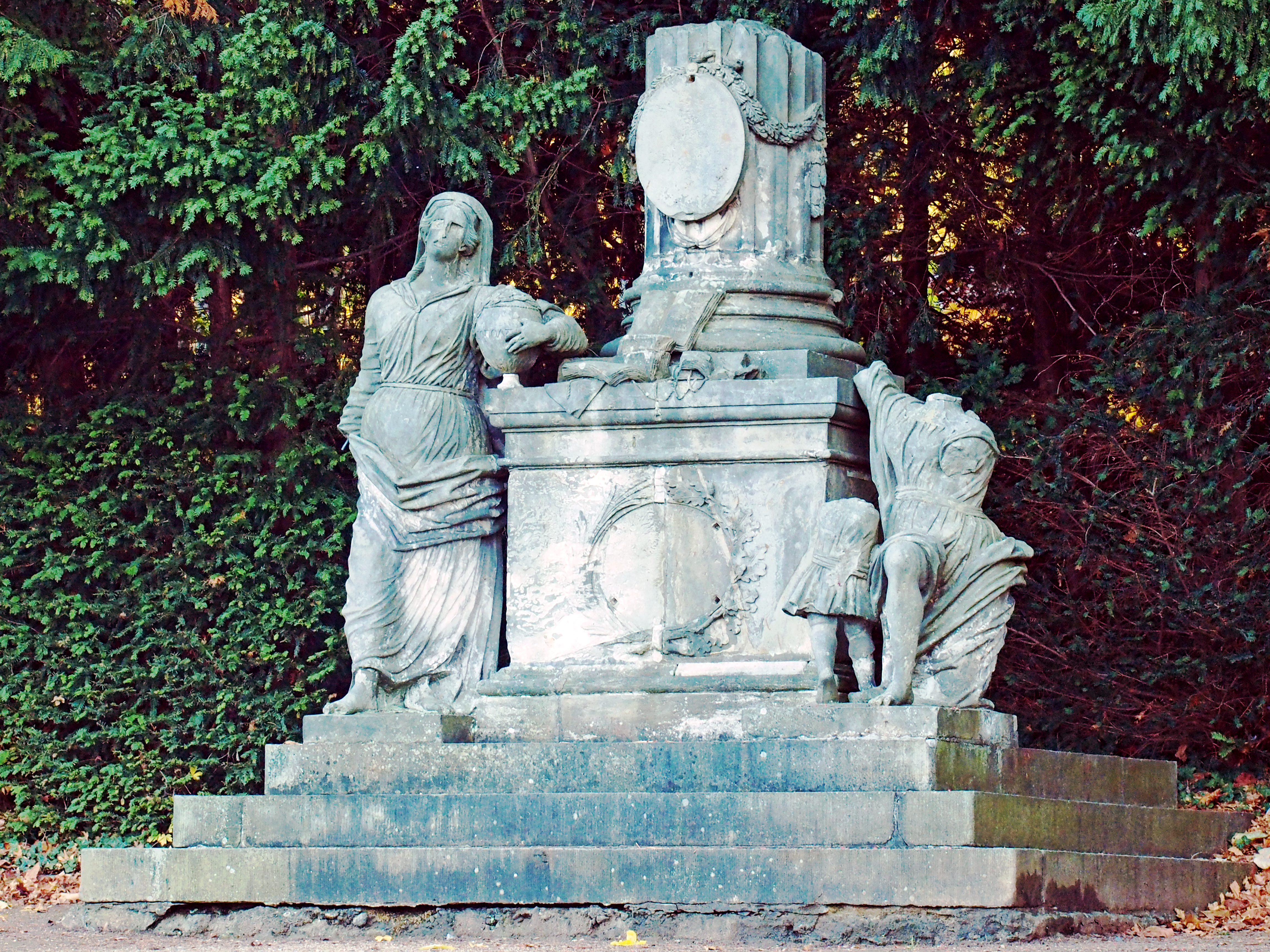
Das schwer beschädigte Denkmal Leopolds wie es heute in den Blankenburger Schlossgärten zu sehen ist

Das Denkmal wurde zwischen 1785 und 1787 vom Braunschweigischen Hofbildhauer Johann Heinrich Oden nach einem Entwurf von Hofmaler Johann Dominik Fiorillo aus Sandstein geschaffen. Es stellte eine „gebrochene Säule“ im griechischen Stil mit einem von Christian Friedrich Krull geschaffenen, lebensgroßen Profilbildnis des Herzogs in einem Messing-Medaillon (46 × 54,5 cm) vor gekreuzten Schwertern dar. Eine Girlande ziert das obere Ende des Medaillons, unten ist ein Ordenskreuz der Strikten Observanz mit Ordensband zu sehen. Die Säule steht mittig auf einem fast würfelförmigen Podest, das wiederum auf einem dreistufigen Sockel ruht. Um das Podest herum waren auf drei Seiten quer eingelassen je ein ovales, metallenes, von Lorbeerkränzen eingefasstes Medaillon mit Inschriften zu sehen. Die Inschrift auf der Vorderseite ist die Widmung Ferdinands an seinen verstorbenen Neffen, die anderen Medaillons zeigen Würdigungen des Toten. Es folgen lebensgroße allegorische Darstellungen: Auf dem Übergang von Säule zu Sockel liegen, aufgeschlagen, mehrere Bücher und Freimaurersymbole wie Zirkel und Winkelmaß. Links neben dem Sockel steht eine Frau mit einer Urne im linken Arm und einem Weihrauchgefäß im anderen. Rechts ist eine junge Frau mit einem Kleinkind zu sehen. Mit dem ausgestreckten rechten Arm weist die Frau das Kind auf das Medaillon mit dem Porträt des Herzogs.
Das Denkmal wurde später, auf jeden Fall aber vor 1937, in den Gärten des ehemaligen Welfen-Schlosses in Blankenburg im Harz, 70 km südöstlich von Braunschweig, wieder aufgestellt. Es galt lange Zeit als verschollen, bis es ein Mitglied einer Wolfenbütteler Loge 1990 in Blankenburg wieder entdeckte. Heute ist es schwer beschädigt. Der knienden Frau und dem Kind fehlen die Köpfe und alle Arme. Auch sonst sind die Figuren erheblich beschädigt. Das Gesicht der stehenden Frau ist ebenfalls beschädigt und der rechte Unterarm, samt Weihrauchgefäß fehlt. Alle Medaillons befinden sich heute zum Schutz im Museum Kleines Schloss. Eine Restaurierung, wie sie kurz nach der Wiederauffindung geplant war, wurde 2022 durchgeführt.

#### Für Ernst Sigismund von Lestwitz

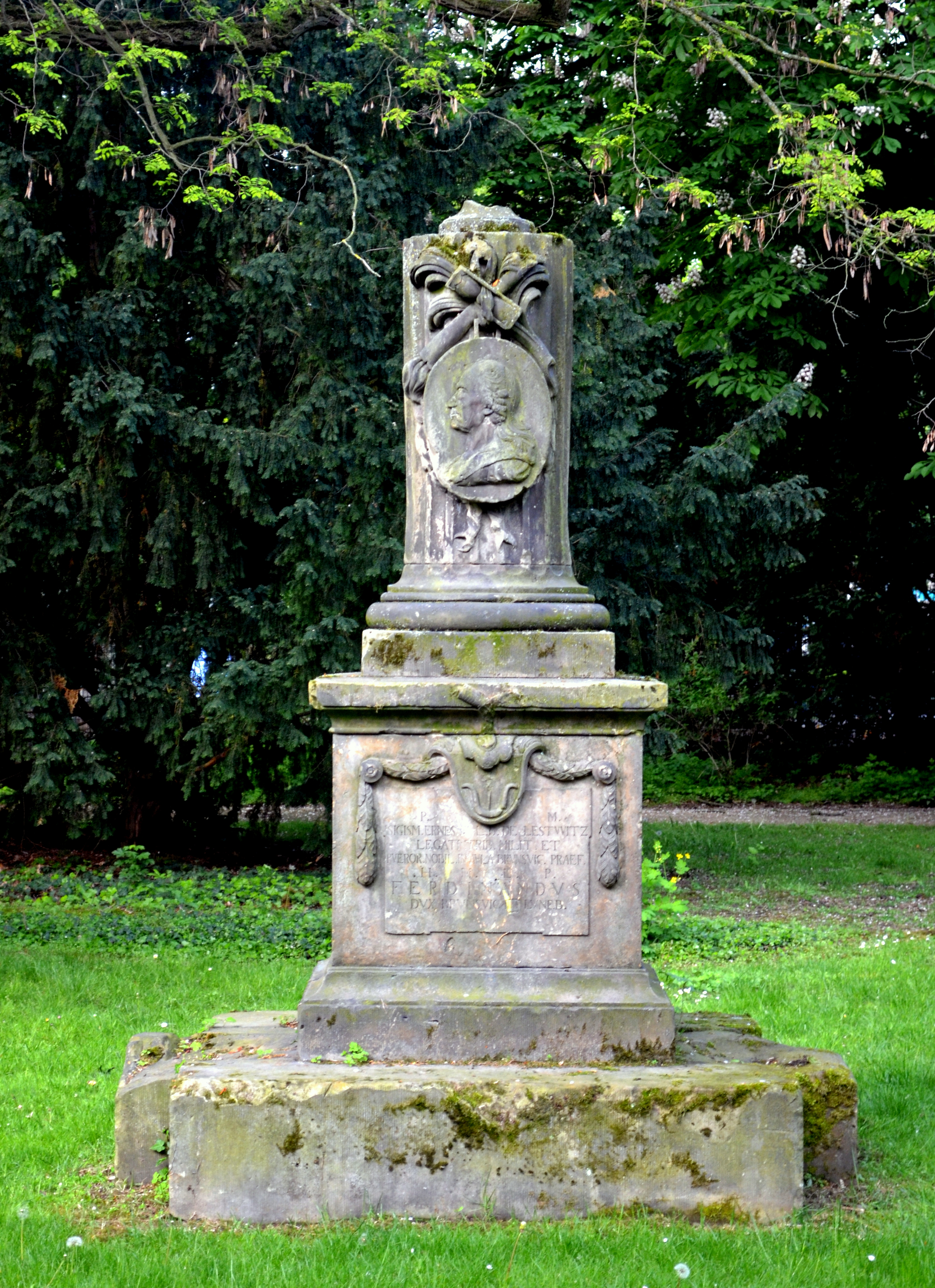
Grabmal für Ernst Sigismund von Lestwitz auf dem Martinifriedhof

Ernst Sigismund von Lestwitz (1710–1779), Obristleutnant und Pagenhofmeister am Braunschweigischen Hof, war ein bedeutender Freimaurer seiner Zeit und spielte eine führende Rolle in der Anfangsphase der Freimaurerei in Braunschweig. 1760 war er in die Loge Jonathan aufgenommen worden, 1761 war er bereits deren Meister vom Stuhl. In freimaurerischen Angelegenheiten war von Lestwitz der Vertraute Herzog Ferdinands. 1764 wurde von Lestwitz zum Großmeister des Herzogtums Braunschweig-Lüneburg ernannt.
Das Denkmal zeigte einen lebensgroßen Mann auf einem Felsblock sitzend, mit der rechten Hand eine Steinsäule berührend. Wer das Denkmal geschaffen hat, ist unbekannt. Nach dem Verbot der Logen durch das NS-Regime 1935 musste es, wohl wie das Denkmal für Herzog Leopold, entfernt werden. Ein Teil mit der Büste von Lestwitz’ befindet sich heute im Braunschweigischen Landesmuseum.
Auf dem Braunschweiger Martinifriedhof steht noch heute das Grabmal für Ernst Sigismund von Lestwitz.

### Bijou

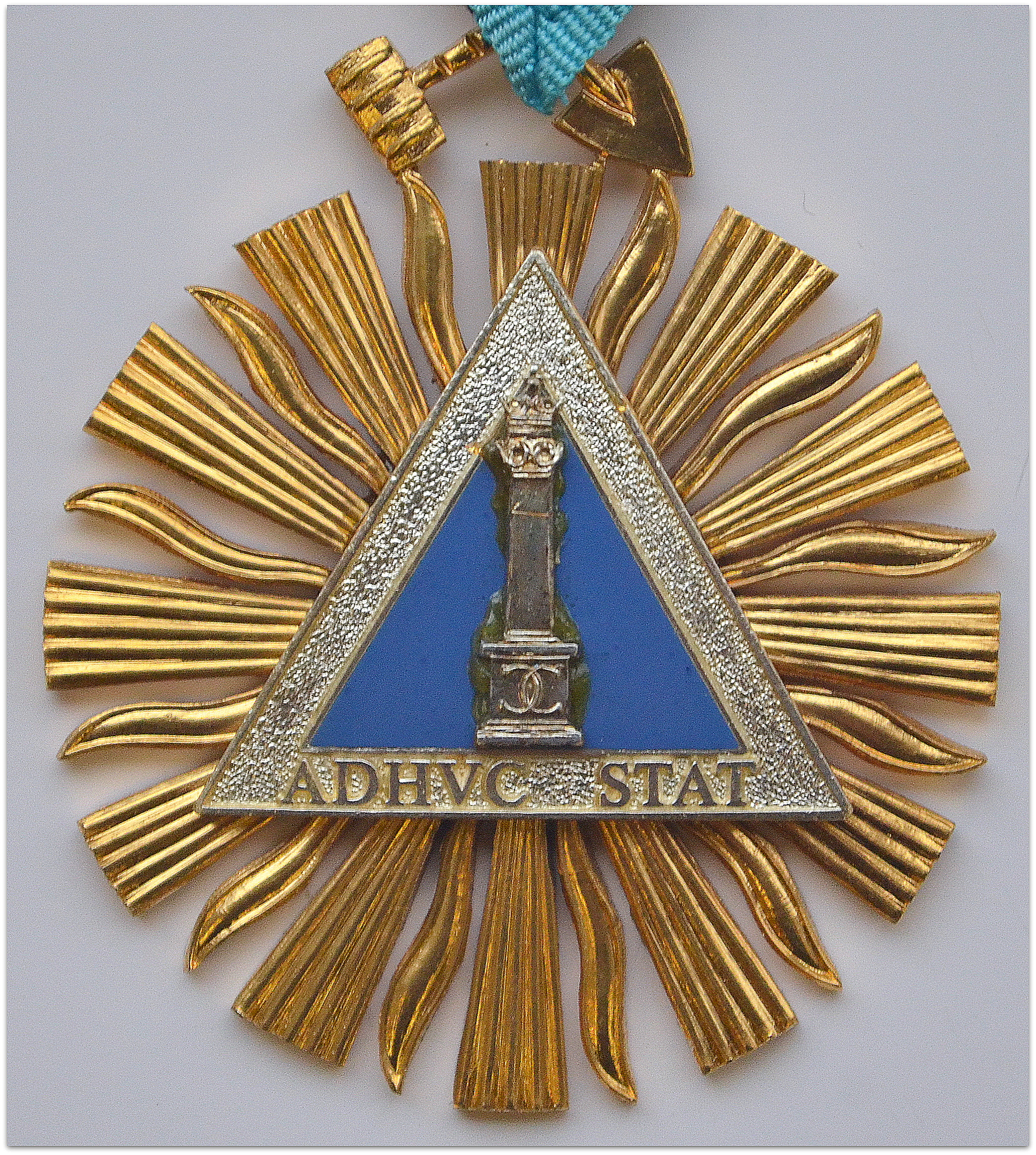
Bijou Carls zur gekrönten Säule

Das Bijou ([biˈʒu]), französisch für Kleinod, Juwel oder Kostbarkeit, ist ein besonderes Kennzeichen freimaurerischer Logen und wird bei Versammlungen der Logenbrüder wie ein Schmuckstück getragen. Das Bijou Carls zur gekrönten Säule existiert seit etwa 1760. Es zeigt eine goldene Sonne mit Strahlenkranz. In ihrem Zentrum befindet sich ein silbernes Dreieck, das mit der Spitze nach oben zeigt. In diesem Dreieck ist auf blauem Grund eine Säule zu sehen, die die ganze Höhe des Dreiecks ausfüllt. Auf dem dreistufigen Sockel steht ein Quader auf dem ein doppeltes gegenläufig in sich verschränktes „C“ für Carl zu sehen ist. Darüber wieder drei kleine Stufen, auf denen eine unkannelierte Säule mit einem ionischen Kapitell ruht. Die Spitze des Kapitells ziert die Fürstenkrone des Hauses Braunschweig. Auf der Basisseite des Dreiecks steht die Devise der Loge ADHVC STAT (Noch [immer] steht sie [die Säule]).

### Medaillen

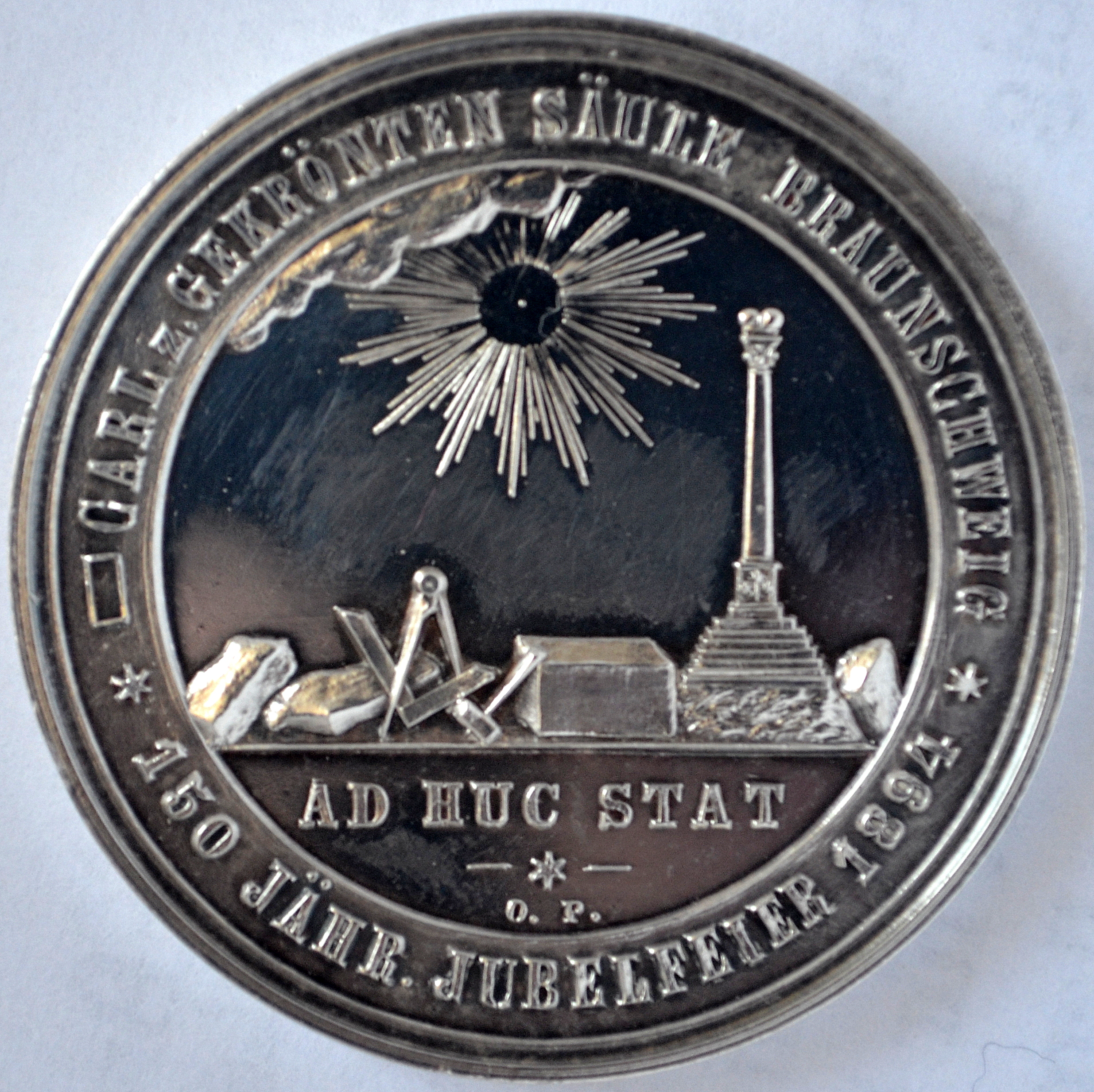
Avers der Gedenkmedaille zum 150. Gründungsjahrestag 1894.

Carl zur gekrönten Säule, bzw. ihre Vorgängerloge Jonathan ließen zu verschiedenen Anlässen Gedenkmedaillen prägen, u. a. folgende:
- 1744: Medaille der Loge Jonathan. Das Avers zeigt, sich umarmend David und Jonatan als Inbegriff er Freundschaft, über ihnen ein Lateinisches Zitat des römischen Geschichtsschreibers und Politikers Salust: Idem velle, idem nolle (dasselbe wollen [und] dasselbe nicht wollen). Unten in einem Feld Soc. Murar. fund. Brunsv. d. 12. Feb. 5744. Das Revers zeigt u. a. links einen dürren, rechts einen blühenden Baum, dazwischen einen von umherschwirrenden Bienen umgebenen Bienenkorb auf einem Podest, darüber der lateinische Spruch Odi profanum vulgus et arceo (Ich hasse das gemeine Volk und halte es mir fern) des römischen Dichters Horaz.[34] Unten in einem Feld Soc. Mur. constit. Brunsv. d. 27. Dec. 5744.[35]
- 1744: Medaille der Loge Jonathan. Das Avers zeigt zentral vor einem Strahlenkranz, in einem gleichschenkligen Dreieck auf sieben Stufen stehend eine Säule mit Fürstenkrone, darüber ein Hut. Unten der Text Brunsvigae d. 12. Feb. 5744. Das Revers zeigt drei aus dem Himmel kommende, ineinander greifende Hände, von denen die Freimaurersymbole Winkelmaß, Waage und Lot herabhängen. Auf einem Tisch mit Mosaikmuster liegt ein Quader, auf dem eine Urkunde liegt, darauf zu sehen, gegenläufig in sich verschränkt zwei „C“ für Carl, am Rand oben umgeben von dem Spruch His splendor facultas concordia (Hierdurch Schönheit, Fähigkeit, Eintracht).[36]
- 1894: Silberne Medaille der Loge Carl zur gekrönten Säule aus Anlass ihres 150-jährigen Bestehens: Das Avers zeigt einen Tisch, darauf v. l. n. r. rohe Steine, Winkelmaß, Zirkel, Hammer, ein behauener Quader, die gekrönte Säule auf den Stufen. Darüber eine strahlende Sonne mit einer kleinen Wolke links. Darunter der Text ADHUC STAT, darunter ein kleiner Stern und unter diesem die Initialen O.P. für Oscar Petersen, den Medailleur. Am Rand vollständig umlaufend CARL Z. GEKRÖNTEN SÄULE BRAUNSCHWEIG * 150 JÄHR. JUBELFEIER 1894 *. Das Revers zeigt zentral in einem Dreieck die Säule auf einem Tisch mit Mosaikmuster stehend, die Spitze des Dreiecks mit einem Hut bedeckt. Im Hintergrund das Auge der Vorsehung. Darunter 12. FEBRUAR 1744.[37]

### Bekannte Angehörige der Loge

#### 18. Jahrhundert
- Johann Ferdinand Friedrich Emperius (1759–1822), Museumsdirektor, 1781 aufgenommen[38]
- Martin Kröncke (1705–1774), Pädagoge und Münzmeister, 1748 in die Loge Jonathan aufgenommen[39]
- Ludolph Lafontaine (1704–1774), Kunstmaler, 1757 in die Loge Jonathan aufgenommen[40]
- Leopold von Braunschweig-Wolfenbüttel (1752–1785), Prinz von Braunschweig-Wolfenbüttel, Herzog von Braunschweig-Lüneburg, aufgenommen um 1770[41], war zuvor bereits Mitglied der Braunschweiger Loge St. Charles de la Concorde[42]
- Ernst Sigismund von Lestwitz (1710–1779), Offizier, 1760 in die Loge Jonathan aufgenommen, Meister vom Stuhl[43]
- Friedrich Adolf Riedesel (1738–1800), Offizier, 1763 in die Loge Jonathan aufgenommen[44]
- Johann Philipp Du Roi (1741–1785), Arzt und Botaniker, Meister vom Stuhl[43]
- Johann Christian Schubart (1734–1787), Agrarreformer, 1762 in die Loge Jonathan aufgenommen[45]

#### 19. Jahrhundert
- Franz Abt (1819–1885), Komponist, 1853 aufgenommen[46]
- Albrecht von Preußen (1837–1906), Regent des Herzogtums Braunschweig
- Burghard von Cramm (1837–1913), Gesandter des Herzogtums Braunschweig in Preußen
- Ernst Amme (1863–1930), Unternehmer, 1889 aufgenommen[47]
- Louis Ballin[48] (1834–1918), Bankier und Stadtrat aus Gandersheim sowie dessen Ehrenbürger[49]
- Johann Heinrich Carl von Bernewitz (1760–1821), Offizier, Meister vom Stuhl[43]
- Hermann Buchler (1815–1900), Unternehmer, 1844 aufgenommen[50]
- August Geitel (1776–1832), Hofrat und Schriftsteller, von 1809 bis 1813 Meister vom Stuhl
- Ludwig Herrig (1816–1889), Philologe
- Max Jüdel (1845–1910), Unternehmer, 1872 aufgenommen[47]
- Julius Konegen (1857–1916), Unternehmer, 1892 aufgenommen[51]
- Heinrich Lachmann (1797–1872), Mediziner, 1817 aufgenommen[50]
- Johannes Lachmann (1832–1860), Botaniker, 1851 aufgenommen
- Jakob Friedrich Langerfeldt (1773–1848), Kaufmann, geh. Finanzrat[50], 1812 aufgenommen, von 1818 bis 1848 Meister vom Stuhl[52]
- Hugo Luther (1849–1901), Unternehmer, 1876 aufgenommen[51]
- David Mansfeld (um 1796–1863), Arzt, Gründer mehrerer Stiftungen[53]
- Johann Heinrich Meinecke (1767–1848), herzoglicher Postmeister, 1810 aufgenommen[50]
- Adolph Nehrkorn (1841–1916), Wissenschaftler, 1868 aufgenommen[54]
- Albert Schneider (1833–1910), Baurat, 1894 zum Ehrenmitglied ernannt[55]

#### 20. Jahrhundert
- Hugo Eckensberger (1865–1942), Verleger, 1911 aufgenommen[56]
- Heinrich Runte (1860–1946), Superintendent, 1910 aufgenommen[56]
- Kurd Semler (1879–1965), Politiker, 1927 aufgenommen[57]

#### (In-)Toleranz gegenüber Juden
Die Braunschweiger Freimaurer hatten in zweifacher Hinsicht eine Vorreiterrolle bei der Integration jüdischer Mitbürger: Die Freimaurer in Braunschweig waren deutschlandweit die ersten, die Juden vorbehaltlos in ihre Reihen aufnahmen. Gleiches galt auch für das gesamte Vereinswesen der Stadt. 1745, nur ein Jahr nach ihrer Gründung, hatte zwar die Loge Jonathan beschlossen, keine Juden aufzunehmen, doch die aus ihr hervorgegangene Loge Carl zur gekrönten Säule nahm 1809 als erstes jüdisches Mitglied den Braunschweiger Bankier Meyer Herz Samson (1783/4–1862), Sohn des Bankiers Herz Samson, auf. Zu diesem Anlass wurde eigens ein „Toleranzlied“ gedichtet, das die Zeile „Nicht nach des Glaubens Eigenheiten bestimmen wir der Brüder Wert“ enthielt. Diese tolerante Vorreiterstellung behielt die Braunschweiger Loge zunächst auch bei, jedoch kehrte sich dies gegen Ende des 19. Jahrhunderts ins Gegenteil um, als unter den städtischen Vereinen eine Bewegung entstand, die den Ausschluss von Juden betrieb. Carl zur gekrönten Säule übernahm auch hier die Vorreiterrolle und begann den Druck auf seine jüdischen Mitglieder derart zu erhöhen, dass sich der weit über Braunschweig hinaus bekannte jüdische Großindustrielle und Mäzen Max Jüdel genötigt sah, aus der Loge auszutreten.

## Weitere Logen in Braunschweig

### Freimaurer
Seit dem ersten Viertel des 18. Jahrhunderts bestanden zahlreiche Logen mit sehr unterschiedlich langer Bestandsdauer in Braunschweig.
- St. Charles de l’indissoluble Fraternité: gegr. 1764, 1770 geschlossen[62]
- St. Charles de la Concorde: gegr. 1770[42], erloschen 1773[63]
- Dankward zum Rauhen Stein: gegr. 1904, 1914 im Haus Breite Straße 18[18], 1976 erloschen[64]
- Friedrich zur Einheit: gegr. 1908[65], 1914 im Haus Löwenwall 9[18]
- Immota Fides: gegr. 1903[66][67], 1914 im Haus Augustplatz 1[18]
- Jonathan zum Pfeiler, 1765 von Jonathan abgespalten, 1770 geschlossen
- Jonathan zu den 3 Säulen, gegr. 1770, 1773 geschlossen
- Matthäus zum Löwen vor der Burg (Winkelloge): gegr. 1901[68], 1904 in Dankward zum Rauhen Stein aufgegangen[69]
- Purita, gegr. 1761, 1763 geschlossen
- Rosa’sches Kapitel, gegr. 1762, 1764 geschlossen
- Verita, gegr. 1763, 1765 geschlossen
- Zu den 3 Lilien, gegr. 1757, 1758 geschlossen
- Zu den 9 Sternen, gegr. 1770, 1834 geschlossen
- Zum Neuen Tempel: gegr. 1901[70], 1914 im Haus Augustplatz 1[18], besteht noch heute im Logenhaus Löwenwall 9[71]

### Nicht-freimaurerische Orden
- Druidenloge Heinrich der Löwe, gegr. 1906[72], 1914 im Haus Neue Straße 21[18], 1933 aufgelöst, am 26. Oktober 1945 neu gegründet[73], heute im Logenhaus Löwenwall 9
- Oddfellow-Loge Lessing Loge Nr. 1, gegr. 1873[73], 1914 im Haus Okerstraße 13[18][74], Auflösung 1935, 1965 Wiedervereinigung mit der Wilhelm-Raabe-Loge
- Oddfellow-Loge Wilhelm-Raabe-Loge: gegr. 1922 aus Mitgliedern der Lessing Loge Nr. 1, Auflösung 1935, 1965 Wiedervereinigung mit der Lessing Loge Nr. 1[73]